# Marcus Stephen

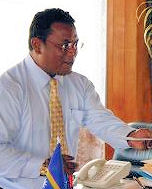
Marcus Stephen

Marcus Stephen (n. 3 octombrie 1969, Anetan, Nauru) este președintele în funcție al Republicii Nauru. Stephen a preluat mandatul fostului președinte Ludwig Scotty la 19 decembrie 2007. Sportiv de performanță, Stephen a participat la Jocurile Olimpice de vară din 1992, 1996 și 2000 în cadrul probelor de haltere.
1. ↑   https://election.com.nr/election-results/, accesat în 22 noiembrie 2022 Lipsește sau este vid: |title= (ajutor)